# Casa Antoni Guix
La casa Antoni Guix és un edifici situat als carrers Ample i d'en Serra de Barcelona, catalogat com a bé cultural d'interès local.

## Història
El 1852, Antoni Guix i Costa va comprar la finca al metge Wenceslau Picas i les seves nebodes Narcisa i Maria Coy i Picas, i va encarregar-ne el projecte al mestre d'obres Josep Calçada. El 1870 en va llogar una part a la Societat Catalana d'Enllumenat per Gas.
El 1920, Antònia Carreras, vídua de Guix i usufructària de la propietat, va sol·licitar canviar les dues plomes d'aigua de la mina de Montcada que abastien la finca pel sistema d'aforament i traspassar-les al seu nom i al de les seves filles Eulàlia i Narcisa Guix i Carreras.
El 1986, la immobiliària Nuñez i Navarro va adquirir aquest edifici i el costat, unint-los al seu interior.

## Descripció
Edifici de grans dimensions de planta baixa, entresol i quatre pisos, que aplica d'una manera particular els trets propis de l'arquitectura civil de mitjans del segle xix. Així, a la façana hi ha dos ordres superposats, un de dòric que arrenca de la balconada del principal i abasta dues plantes, i un de jònic amb dues plantes mes, des de la cornisa sobre el primer ordre fins a l'entaulament amb gran cornisa que corona l'obra. Als baixos, de pedra, uns elevats arcs de mig punt enclouen portals i balconades d'entresol. També són de pedra la cantonera arrodonida i l'emmarcament motllurat dels balcons.

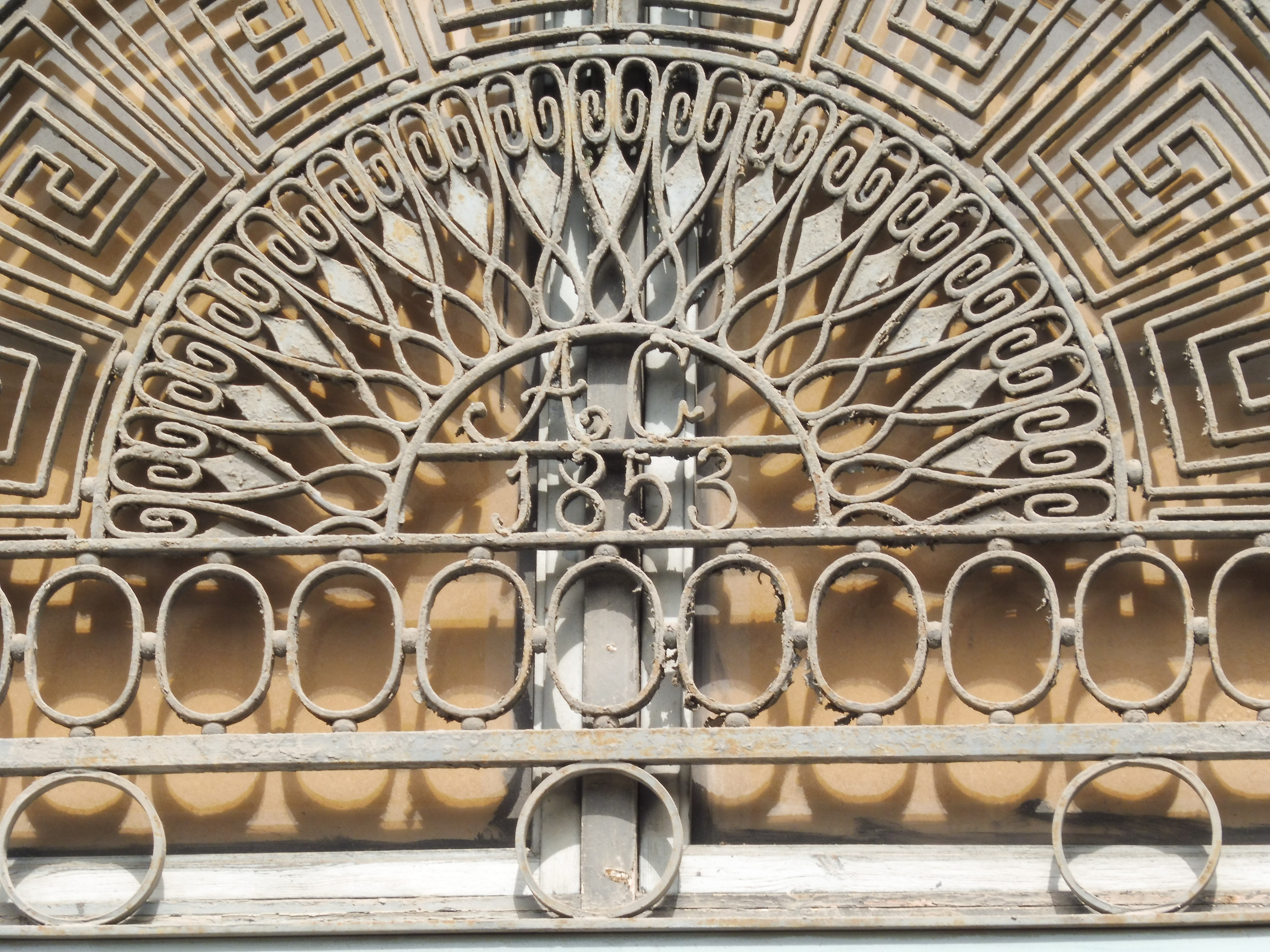
Reixa sobre la porta amb les inicials AG i la data 1853

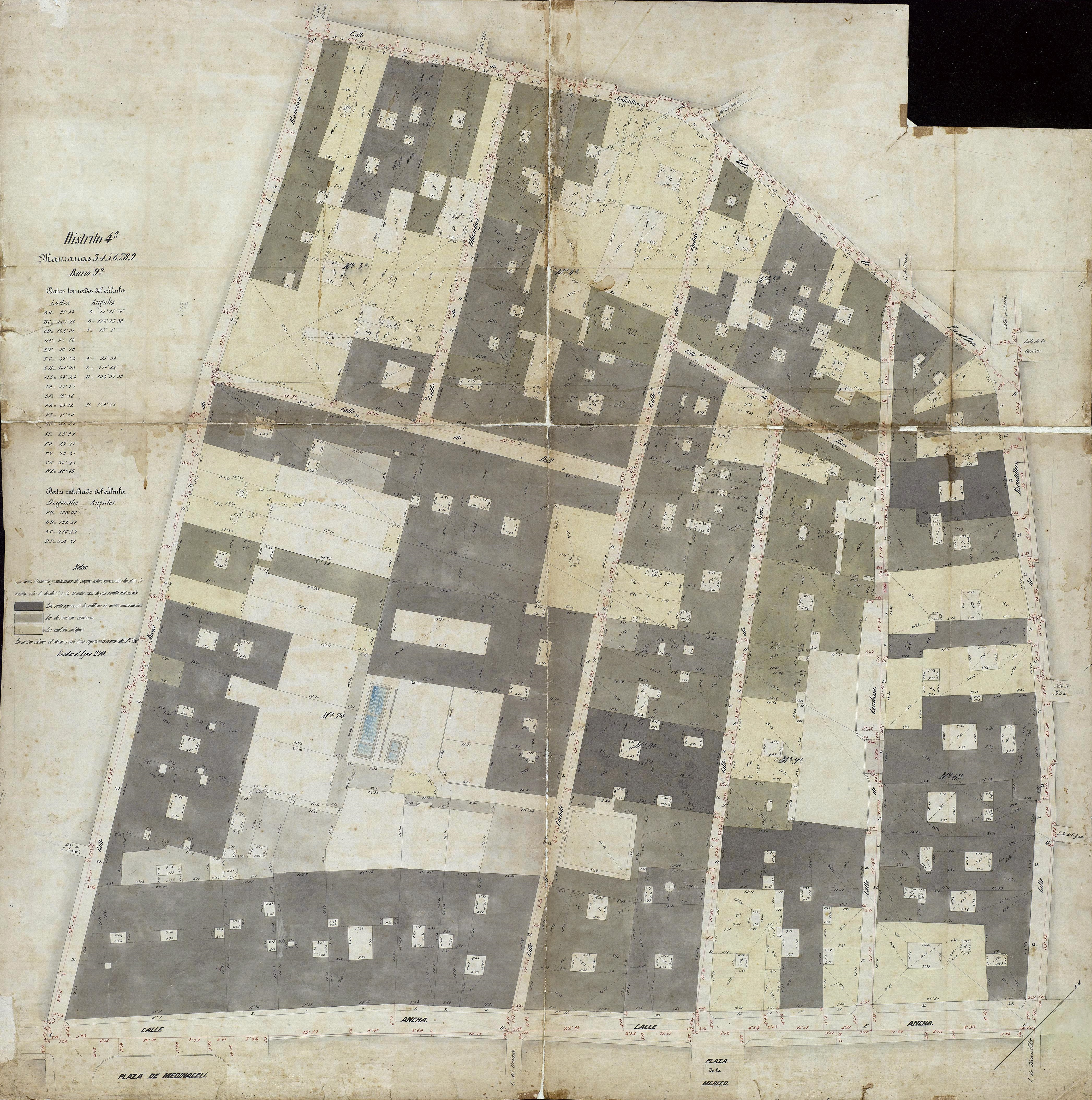
Quarteró núm. 113 de Garriga i Roca (c. 1860)

El pati posterior que donava al carrer d'en Serra ha estat ocupat per una construcció moderna, i l'interior ha estat completament renovat per a unir-lo a l'edifici del costat.